# Villanueva del Pardillo
Villanueva del Pardillo ist eine zentralspanische Gemeinde (municipio) mit 18.086 Einwohnern (Stand: 2024) im Westen der Autonomen Gemeinschaft Madrid. 

## Lage
Villanueva del Pardillo liegt westlich von Madrid und grenzt an die Gemeinden Colmenarejo, Galapagar, Majadahonda, Las Rozas de Madrid, Valdemorillo und Villanueva de la Cañada.